# Branislav Vančo
Branislav Vančo (* 1. února 1983) je slovenský právník a politik, od roku 2023 poslanec Národní rady SR za Progresívne Slovensko.

## Život
Narodil se v únoru 1983. Má titul doktora práv. Po studiu působil jako konzultant, manažer a advokát, například byl firemním právníkem obchodního řetězce.
Ve volném čase rád čte a sportuje (zejména jej baví běh a plavání). Je ženatý a má jednoho syna.

### Politické působení
V parlamentních volbách v roce 2020 kandidoval na 56. místě kandidátní listiny koalice PS/SPOLU, ale nebyl zvolen. V parlamentních volbách v roce 2023 kandidoval na 23. místě kandidátní listiny Progresivního Slovenska. Získal 3 061 preferenčních hlasů a byl zvolen poslancem NR SR. Poté se stal členem osobitného kontrolného výboru na kontrolu činnosti Národného bezpečnostného úradu. Kromě toho se stal náhradníkem ve výboru pro evropské záležitosti a ověřovatelem v ústavněprávním výboru. V červnu 2025 kritizoval zvolení speciálního prokurátora Daniela Lipšice, protože se dlouhodobě pohyboval po boku Igora Matoviče, a dle Vanča tak nevzbuzoval důvěru v jeho nezávislost.
Branislav Vančo se v průběhu své politické kariéry stal členem předsednictva Progresivního Slovenska a stal se rovněž garantem programu strany v oblasti justice, spravedlnosti a právního státu.